# Platina Film
De Platina Film is een Nederlandse prijs, die wordt uitgereikt wanneer een film het bezoekersaantal van 400.000 weet te halen tijdens zijn draaidagen in de bioscoop. Namens de makers nemen altijd standaard de regisseur, producent en hoofdrolspeler(s) hun prijzen in ontvangst.
Het is een initiatief van het Nederlands Film Festival en het Nederlands Fonds voor de Film (NFVF), naast het al bestaande Gouden Kalf. Het voorafgaande aantal lag oorspronkelijk, voor een periode van twee jaar, op 200.000 bezoekers, maar vanwege grote successen (binnen 1½ jaar tijd haalden er meer dan acht speelfilms heel makkelijk die grens) werd de normering begin 2003 verhoogd.

## Filmwinnaars Platina Film

### 2001-2002
| Platina Film bij 200.000 bezoekers | Platina Film bij 200.000 bezoekers | Platina Film bij 200.000 bezoekers | Platina Film bij 200.000 bezoekers |
| Jaar                               | Film                               | Premièredatum                      | Platina Film                       |
| ---------------------------------- | ---------------------------------- | ---------------------------------- | ---------------------------------- |
| 2001                               | Costa!                             | 1 maart 2001                       | 28 september 2001                  |
| 2001                               | Nynke                              | 6 september 2001                   | 7 november 2001                    |
| 2001                               | The Discovery of Heaven            | 18 oktober 2001                    | 15 november 2001                   |
| 2002                               | Minoes                             | 6 december 2001                    | 8 januari 2002                     |
| 2002                               | Ja zuster, nee zuster (film)       | 3 oktober 2002                     | 24 oktober 2002                    |
| 2002                               | Volle maan                         | 10 oktober 2002                    | 25 oktober 2002                    |
| 2002                               | Pietje Bell                        | 17 november 2002                   | 11 december 2002                   |

### 2003-heden
| Platina Film bij 400.000 bezoekers | Platina Film bij 400.000 bezoekers        | Platina Film bij 400.000 bezoekers | Platina Film bij 400.000 bezoekers |
| Jaar                               | Film                                      | Premièredatum                      | Platina Film                       |
| ---------------------------------- | ----------------------------------------- | ---------------------------------- | ---------------------------------- |
| 2003                               | De Tweeling                               | 12 december 2002                   | 15 januari 2003                    |
| 2003                               | De schippers van de Kameleon              | 25 juni 2003                       | 5 augustus 2003                    |
| 2004                               | Pietje Bell 2: De Jacht op de Tsarenkroon | 18 december 2003                   | 8 januari 2004                     |
| 2005                               | Pluk van de Petteflet                     | 18 november 2004                   | 10 januari 2005                    |
| 2005                               | Kameleon 2                                | 29 juni 2005                       | 2 oktober 2005                     |
| 2006                               | Zwartboek                                 | 14 september 2006                  | 5 oktober 2006                     |
| 2007                               | Kruistocht in spijkerbroek                | 16 november 2006                   | 11 januari 2007                    |
| 2007                               | Alles is Liefde                           | 11 oktober 2007                    | 28 oktober 2007                    |
| 2008                               | Moordwijven                               | 20 december 2007                   | 14 februari 2008                   |
| 2008                               | Anubis en het Pad der 7 Zonden            | 12 oktober 2008                    | 26 oktober 2008                    |
| 2008                               | Oorlogswinter                             | 27 november 2008                   | 29 december 2008                   |
| 2009                               | De Storm                                  | 23 september 2009                  | 9 oktober 2009                     |
| 2009                               | Komt een vrouw bij de dokter              | 26 november 2009                   | 6 december 2009                    |
| 2010                               | De gelukkige huisvrouw                    | 15 april 2010                      | 25 mei 2010                        |
| 2010                               | Anubis en de wraak van Arghus             | 16 december 2009                   | 25 februari 2010                   |
| 2010                               | New Kids Turbo                            | 9 december 2010                    | 19 december 2010                   |
| 2011                               | Dik Trom                                  | 24 november 2010                   | 24 januari 2011                    |
| 2011                               | Loft                                      | 16 december 2010                   | 11 februari 2011                   |
| 2011                               | Gooische Vrouwen                          | 10 maart 2011                      | 18 maart 2011                      |
| 2011                               | Sonny Boy                                 | 27 februari 2011                   | 8 april 2011                       |
| 2011                               | Nova Zembla                               | 24 november 2011                   | 15 december 2011                   |
| 2012                               | New Kids Nitro                            | 8 december 2011                    | 3 januari 2012                     |
| 2012                               | Mees Kees                                 | 3 oktober 2012                     | 29 oktober 2012                    |
| 2012                               | Alles is familie                          | 22 november 2012                   | 13 december 2012                   |
| 2013                               | Verliefd op Ibiza                         | 28 januari 2013                    | 19 februari 2013                   |
| 2013                               | Spijt!                                    | 20 juni 2013                       | 22 september 2013                  |
| 2013                               | De Nieuwe Wildernis                       | 26 september 2013                  | 28 oktober 2013                    |
| 2014                               | Mannenharten                              | 25 november 2013                   | 5 januari 2014                     |
| 2014                               | Mees Kees op kamp                         | 8 december 2013                    | 5 januari 2014                     |
| 2014                               | Soof                                      | 2 december 2013                    | 7 januari 2014                     |
| 2014                               | Toscaanse Bruiloft                        | 30 januari 2014                    | 23 februari 2014                   |
| 2014                               | Gooische Vrouwen 2                        | 4 december 2014                    | 11 december 2014                   |
| 2014                               | Pak van mijn hart                         | 27 oktober 2014                    | 24 december 2014                   |
| 2015                               | Mees Kees op de planken                   | 3 december 2014                    | 3 januari 2015                     |
| 2015                               | Michiel de Ruyter                         | 26 januari 2015                    | 23 februari 2015                   |
| 2016                               | Bon Bini Holland                          | 10 december 2015                   | 4 januari 2016                     |
| 2016                               | Rokjesdag                                 | 10 maart 2016                      | 8 juni 2016                        |
| 2016                               | Soof 2                                    | 8 december 2016                    | 28 december 2016                   |
| 2018                               | Bankier van het verzet                    | 8 maart 2018                       | 3 oktober 2018                     |
| 2018                               | Bon Bini Holland 2                        | 13 december 2018                   | 31 december 2018                   |
| 2019                               | Verliefd op Cuba                          | 14 februari 2019                   | 28 april 2019                      |
| 2019                               | Penoza: The Final Chapter                 | 28 november 2019                   | 31 december 2019                   |
| 2020                               | April, May en June                        | 19 december 2019                   | 25 januari 2020                    |
| 2020                               | De beentjes van Sint-Hildegard            | 13 februari 2020                   | 9 maart 2020                       |
| 2021                               | De Slag om de Schelde (film)              | 5 juni 2021                        | 9 augustus 2021                    |
| 2021                               | Luizenmoeder                              | 28 juli 2021                       | 8 september 2021                   |
| 2022                               | Bon Bini Holland 3                        | 30 juni 2022                       | 5 september 2022                   |
| 2022                               | Soof 3                                    | 15 september 2022                  | 24 oktober 2022                    |
| 2023                               | De Tatta's                                | 22 december 2022                   | 10 januari 2023                    |
| 2024                               | De Tatta's 2                              | 14 december 2023                   | 9 januari 2024                     |
| 2024                               | Bon Bini: Bangkok Nights                  | 20 december 2023                   | 15 januari 2024                    |
| 2025                               | Babygirl                                  | 2 januari 2025                     | 19 februari 2025                   |